# Wincentowo (rejon święciański)
Wincentowo (lit. Vincentavas) – wieś na Litwie, w okręgu wileńskim, w rejonie święciańskim, w gminie Podbrodzie.
Dawniej używana nazwa – Wincentowo Zułowskie.

## Historia
W czasach zaborów zaścianek w gminie Kiemieliszki, w powiecie święciańskim, w guberni wileńskiej Imperium Rosyjskiego.
W dwudziestoleciu międzywojennym zaścianek leżał w Polsce, w województwie wileńskim, w powiecie święciańskim, w gminie Kiemieliszki.
W 1931 w 4 domach zamieszkiwało 20 osób.
Od 1945 roku w Litewskiej Socjalistycznej Republice Radzieckiej.
Od 1990 na niepodległej Litwie.